# ルクレティア・ウェスト
ルクレティア・ウェスト (Lucretia West) はアメリカ合衆国のメゾソプラノ、アルト歌手。ヨーロッパを中心に活動し、歌手としての引退後は2008年までカールスルーエ音楽大学で声楽の教授を務めた。

## 生涯
ルクレティア・ウエストは1922年11月13日にバージニア州、スポットシルベニア郡で生まれ、ワシントンD.C.で育った。彼女は同地区の公立学校に通い、ハワード大学で学んだ後、スイスで音楽家としてのキャリアを始め、1951年にジョン・ヘイ・ホイットニー財団奨学金の最初の受領者の1人として、ベルギーとスイスで教育を受けた。1957年、彼女はアメリカに戻り、ニューヨーク・シティ・オペラのメンバーとなる。その後はふたたびヨーロッパに渡り、70年以上にわたってスイスとドイツで演奏と教職を続けた。彼女は終生ふたつの国籍を保持し、そのことを非常に誇りに思っていた。彼女の演奏活動はドイツ、オーストリア、ユーゴスラビアに及び、時折アメリカで里帰りツアーを行なった。1957年、ロサンゼルス・センチネル紙は「近年、ウェストは海外の主要なオペラハウスやコンサートホールで有名になったが...本国ではまだ比較的知られていません。」と書いたが、同年、ディミトリ・ミトロプーロスが指揮をするニューヨーク・フィルハーモニックとともに、カーネギー・ホールにデビューを果たした。ニューヨーク・タイムズは彼女を「想像力と感性を備えた成熟した芸術家」と呼んだ。彼女はステージ活動から引退した後、2008年までドイツのカールスルーエ音楽大学で声楽を教えた。その後は病気の妹の世話をするためにアメリカに戻ったが、彼女はドイツ人の友人や教え子たちとの交流を続けた。
ルクレティア・ウエストは2022年2月21日に99歳で世を去った。カールスルーエ音楽大学の学長であるハルトムート・ヘルは、「ルクレティア・ウェストはたいへん尊敬されている仲間であり、わたしたちの声楽を学ぶ生徒たちが従うべき良い道を示しました。彼女は彼女を知っていたすべての人に記憶されるでしょう。」との声明を発表した。

## レパートリー
彼女の声域はメゾソプラノからコントラルトまでをカバーし、彼女の録音にはブラームス、マーラー、モーツァルト、シューベルト、オッフェンバック、モンテヴェルディの作品が含まれる。スピリチュアルの解釈も評価が高く、彼女のお気に入りは "Every time I feel the Spirit" （御霊を感じるたびに私は祈ります）であった。
オペラの録音は少ないが、その中では1958年5月にフェルディナント・ライトナーが指揮した、モンテヴェルディ作曲・カール・オルフ編『オルフェウス』の舞台公演録音が特筆される。指揮者との交流も厚く、カーネギー・ホールのデビュー公演を指揮したミトロプーロスとは彼の死の3日前のコンサートの演目である、マーラーの『千人の交響曲』に独唱者として出演したほか、カール・シューリヒトや、ハンス・クナッパーツブッシュのお気に入りの歌手として、コンサートやレコーディングで共演した。さらに、ヘルマン・シェルヘンとはウェストミンスター・レコードに録音を残している。ステージ活動はカーネギー・ホールのほか、パリ国立オペラ、フィレンツェ市立劇場、ボローニャ市立劇場、サン・カルロ劇場などに出演し、共演オーケストラには、バイエルン放送交響楽団、ミュンヘン・フィルハーモニー管弦楽団、ウィーン・フィルハーモニー管弦楽団、ウィーン交響楽団、シュトゥットガルト放送交響楽団、ベルリン・フィルハーモニー管弦楽団、ケルン放送交響楽団、モーツァルテウム管弦楽団、パリ音楽院管弦楽団などがある。一方、映画製作にも携わり、1971年公開のイタリア・フランス合作映画『ベニスに死す』のサウンドトラックのために、マーラー『交響曲第3番』の第4楽章におけるアルト独唱のパートを歌った。

## 主な録音

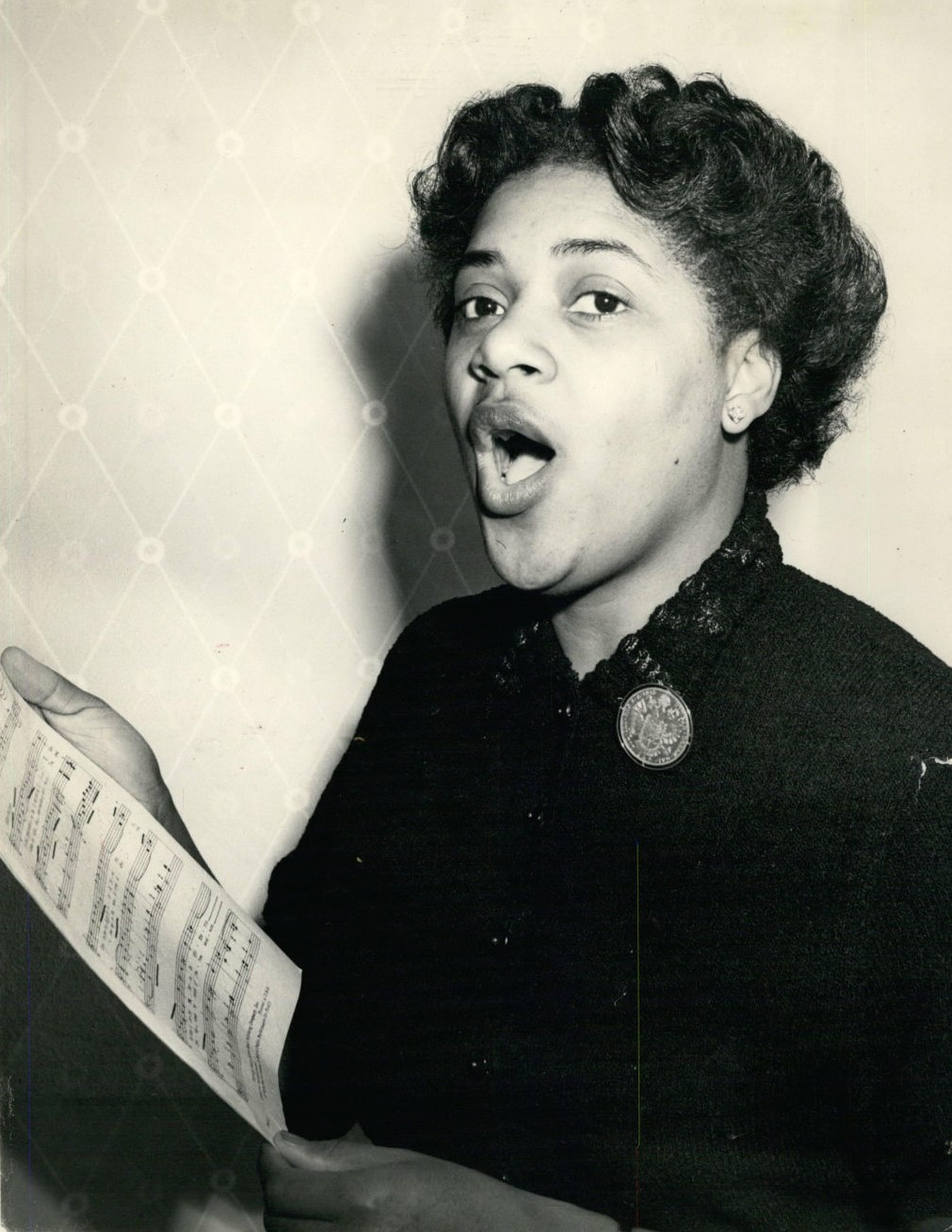
1955年

- スピリチュアル集（ピアノ：ジョナサン・ブライス[注釈 3] 1954年）
- オッフェンバック／ホフマン物語（ダンコ、シモノー、アラリー、シェルヘン指揮、ウィーン国立歌劇場管弦楽団・合唱団　1954年）
- ブルックナー／テ・デウム（クッパー、フェレンベルガー、ボルイ、ヨッフム指揮、バイエルン放送交響楽団・合唱団　1954年）
- シューベルト歌曲集（ピアノ：レオ・タウブマン　1955年）
- マーラー／亡き子をしのぶ歌（クナッパーツブッシュ指揮、ベルリン・フィルハーモニー管弦楽団　1956年）
- ブラームス／アルト・ラプソディ（クナッパーツブッシュ指揮、ウィーン・フィルハーモニー管弦楽団、ウィーン・アカデミー男声合唱団　1957年）
- マーラー／交響曲第2番「復活」（コアース、シェルヘン指揮、ウィーン・フィルハーモニー管弦楽団・ウィーン国立歌劇場合唱団　1958年）
- マーラー／さすらう若者の歌（シェルヘン指揮、ウィーン・フィルハーモニー管弦楽団　1958年）
- モーツァルト／レクイエム（ユリナッチ、ハンス・ロフラー、フレデリック・ギュートリー指揮、ウィーン・フィルハーモニー管弦楽団・ウィーン・アカデミー合唱団　1958年）
- モンテヴェルディ（カール・オルフ編）／オルフェウス（ヴォランスキー、ブリュメル、ヴィーマン、ライトナー指揮、シュトゥットガルト放送交響楽団・南ドイツ放送合唱団　1958年5月15日）
- マーラー／交響曲第3番（ミトロプーロス指揮、ケルン放送交響楽団、ケルン大聖堂少年合唱団、ケルン放送合唱団　1960年）
- マーラー／交響曲第8番「千人の交響曲」（ミトロプーロス指揮、ウィーン・フィルハーモニー管弦楽団・ウィーン国立歌劇場合唱団、ウィーン楽友協会合唱団、ウィーン少年合唱団　1960年）
- マーラー／交響曲第3番（シュターダー、ベイカー、バルビローリ指揮、ベルリン・フィルハーモニー管弦楽団、聖ヘドヴィヒ大聖堂聖歌隊　1969年）